# 東郷町立高嶺小学校
東郷町立高嶺小学校（とうごうちょうりつ たかねしょうがっこう）は、愛知県愛知郡東郷町にある公立小学校。

## 概要
- 東郷町北部の小学校であり、校区は諸輪（尼ケ根（一部）、押草、永根（一部））、和合（牛廻間（一部）、ドンドロ、東蚊谷（一部）、北蚊谷（一部）、知々釜（一部）、神ノ木（一部）、大坂（一部）、濁池、濁池新田、林清池（一部）、和合ヶ丘1-3丁目、白鳥1-4丁目であり、公立中学校に進学する場合は東郷町立東郷中学校（白鳥3丁目のみ東郷町立諸輪中学校）に進学する[1]。
- 校区の一部は諸輪区画整理組合によって宅地造成された地域であるが、ここには諸輪で一番高い山の「高根山」が存在した。校名を東郷町が募集し、「高い嶺」「高根山」から高嶺と名付けられた[2]。

## 沿革
- 1978年（昭和53年）
  - 4月1日 - 東郷町立東郷小学校から分離し、開校。
  - 4月3日 - 開校式を行う。
  - 6月21日 - プールが完成する。
- 1980年（昭和55年）2月4日 - 体育館が完成する。

## 交通アクセス
- 名鉄豊田線日進駅下車、徒歩約25分
- 名鉄バス愛教大線「和合ヶ丘団地口」バス停より徒歩約8分。

名鉄名古屋本線知立駅より「日進駅」行。
名鉄豊田線日進駅より「知立駅」行。
- じゅんかい君北コース・南北コース「高嶺小学校前」バス停より徒歩すぐ。

## 周辺施設
- 東郷町立東郷中学校
- 東郷町立諸輪中学校
- 東郷町立東郷小学校
- 東郷町立諸輪小学校
- 愛知警察署
- 名鉄豊田線日進駅

## 著名な出身者
- 佐藤二朗(俳優)
- 林琢真(プロ野球選手)